# Werler See
Der Werler See ist ein durch Sandabbau entstandener See in Bad Salzuflen im nordrhein-westfälischen Kreis Lippe. Er liegt im Nordosten des Ortsteils Werl-Aspe zwischen der B 239 und der Straße Grüner Sand.

## Landschaftsschutzgebiet
Der See ist nach Rekultivierung der Uferbereiche in den 1970er Jahren Teil vom Landschaftsschutzgebiet Werler Feld. Das gesamte Schutzgebiet ist etwa 11,5 Hektar groß.

## Nutzung
Der See wird als Angelgewässer vom Lippischen Fischereiverein 1886 e. V. bewirtschaftet. Die Hauptfischarten sind Hecht, Flussbarsch, Brachse, Karpfen, Rotauge, Rotfeder und Schleie. Der Zugang zum See ist eingeschränkt und nur mit Erlaubnis gestattet.